# För det nya, obekanta ryggar jag
För det nya, obekanta ryggar jag är en psalm med text skriven 1966 av Britt G. Hallqvist och musik skriven 1970 av Roland Forsberg. Första versens text är hämtad från Uppenbarelseboken 21:5.

## Publicerad i
- Herren Lever 1977 som nummer 902 under rubriken "Att leva av tro - Tro - trygghet".[1]